# Symbole in Unicode
Neben Buchstaben und anderen Schriftzeichen kodiert Unicode auch eine Vielzahl verschiedener Symbole. Diese reichen von den antiken Symbolen auf dem Diskos von Phaistos über Piktogramme aus ISO- und anderen Standards bis hin zu Emoji, die von japanischen Mobilfunkunternehmen kodiert wurden. Nicht kodiert sind Logos und Symbole, die nicht im linearen Textfluss verwendet werden, wie etwa Schaltzeichen, die nur in zweidimensionaler Anwendung auftreten.

## Aus Buchstaben abgeleitete Symbole
Viele Währungssymbole liegen im Unicodeblock Währungszeichen. Daneben gibt es noch eine Reihe von Währungssymbolen in anderen Blöcken, die bei den Buchstaben liegen, aus denen sie entstanden sind. Symbole für alte römische Währungen sind im Unicodeblock Alte Symbole kodiert.
Die Blöcke Buchstabenähnliche Symbole, Mathematische alphanumerische Symbole und Arabische mathematische alphanumerische Symbole enthalten vor allem Buchstaben in besonderen Schriftformen, die zur Verwendung in mathematischen Formeln gedacht sind.
Über verschiedene Blöcke verstreut liegen hoch- und tiefgestellte Zeichen. Sofern diese nicht zusammen mit den anderen Zeichen für Lautschrift in Unicode verwendet werden, empfiehlt der Unicode-Standard stattdessen, andere Möglichkeiten zur Positionierung zu nutzen, in HTML etwa die Tags <sup> und <sub>.
Schließlich gibt es in den Blöcken Umschlossene alphanumerische Zeichen, Umschlossene CJK-Zeichen und -Monate, Zusätzliche umschlossene alphanumerische Zeichen und Zusätzliche umschlossene CJK-Zeichen in Kreise oder Quadrate eingeschlossene Buchstaben und Schriftzeichen.

## Pfeile und mathematische Operatoren
Neben den Buchstaben gibt es auch eine große Anzahl weiterer mathematischer Symbole in Unicode, darunter viele Pfeile, die auch zu sonstigen Zwecken verwendet werden können. Pfeile liegen in den Blöcken Pfeile, Zusätzliche Pfeile-A, Zusätzliche Pfeile-B, Zusätzliche Pfeile-C und Verschiedene Symbole und Pfeile. Mathematische Operatoren sind in den Blöcken Mathematische Operatoren, Verschiedene mathematische Symbole-A, Verschiedene mathematische Symbole-B und Zusätzliche Mathematische Operatoren kodiert.

## Technische Zeichen
Um Steuerzeichen und Leerzeichen in Dokumentationen sichtbar darzustellen, liegen im Unicodeblock Symbole für Steuerzeichen entsprechende repräsentierende Symbole. Der Unicodeblock Verschiedene technische Zeichen kodiert unter anderem Symbole für einige Sondertasten auf der Tastatur, Symbole für die Programmiersprache APL und weitere Symbole, die in technischen Dokumentationen verwendet werden können.
Der Unicodeblock Optische Zeichenerkennung kodiert einige besondere Symbole für OCR-A und MICR.

## Geometrische Formen
Die beiden Blöcke Rahmenzeichnung und Blockelemente enthalten Rahmenzeichen und andere Symbole, die in zeichenorientierten Benutzerschnittstellen verwendet werden, beispielsweise zur Darstellung von Rahmen. Weitere einfache geometrische Formen liegen in den Unicodeblöcken Geometrische Formen und Geometrische Formen, erweitert.

## Schmuckzeichen
Die Unicodeblöcke Dingbats und Ziersymbole enthalten eine Reihe von Schmuckzeichen, die aus der Schrift ITC Zapf Dingbats und anderen Quellen übernommen wurden.

## Piktogramme
Unicode kodiert eine Vielzahl von Piktogrammen aller Art. Größere Gruppen sind die Acht Trigramme, Vierundsechzig Hexagramme und weitere N-Gramme aus Taixuanjing und verschiedene Symbole für Gesellschaftsspiele: Würfelaugen, Figuren für Schach und Shōgi, Spielkarten, Dominosteine und Mah-Jongg-Steine. Die Piktogramme liegen in folgenden Blöcken:
- Verschiedene Symbole
- I-Ging-Hexagramme
- Tai-Xuan-Jing-Symbole
- Diskos von Phaistos
- Mahjonggsteine
- Dominosteine
- Spielkarten
- Verschiedene piktografische Symbole
- Smileys
- Verkehrs- und Kartensymbole
- Alchemistische Symbole

Mit den Zeichen aus dem Unicodeblock Kombinierende diakritische Zeichen für Symbole lassen sich außerdem weitere Piktogramme zusammensetzen. So kann jedes Symbol mit dem kombinierenden umschließenden durchgestrichenen Kreis (U+20E0) in ein Verbotszeichen umgewandelt werden.

Mögliche Darstellung von <U+270C, U+FE0F>, ✌ im Emoji-Stil

Ein Teil davon wurde zur Kompatibilität mit japanischen Mobilfunkstandards und deren Emojis kodiert. Diese Zeichen können in zwei verschiedenen Stilen auftreten, dem gewöhnlichen Text-Stil und dem Emoji-Stil. Ausgewählt werden diese Stile durch Variantenselektoren. Im Emoji-Stil kann ein solches Zeichen auch mehrfarbig und sogar animiert dargestellt werden.

## Notenschrift
Auch Zeichen für verschiedene historische und moderne Notenschriften haben eigene Codepunkte in Unicode, sie liegen in den Blöcken Byzantinische Notenschriftzeichen, Notenschriftzeichen und Altgriechische Notenschriftzeichen.
Die Noten der modernen Notenschrift lassen sich bei Bedarf auch mit Hilfe kombinierender Zeichen aus Notenkopf, Notenhals und Fähnchen zusammengesetzt werden. Eine Möglichkeit zur Platzierung der Note und damit der Angabe der Tonhöhe ist nicht direkt vorgesehen und muss stattdessen durch geeignete Dateiformate festgelegt werden.

## Braille-Zeichen
Die Zeichen für die Brailleschrift sind im Unicodeblock Braille-Zeichen in logischer Reihenfolge kodiert. Wie sie zu interpretieren sind, hängt von der Sprache ab und wird in Unicode nicht festgelegt. Die Braille-Zeichen unterscheiden sich von den anderen Symbolen dadurch, dass sie als eigenes Schriftsystem in Unicode angesehen werden.